# Henryk Rączka
Henryk Rączka (ur. 16 grudnia 1953 w Bielsku-Białej) – polski przewodnik tatrzański, taternik, turysta i bibliofil.
Henryk Rączka jest z wykształcenia matematykiem. Od 1980 roku mieszka w Kielcach, gdzie prowadzi antykwariat o tematyce górskiej. Jest właścicielem zakładu produkującego sprzęt alpinistyczny. Posiada bogaty księgozbiór zawierający ok. 8000 woluminów, w tym ok. 5000 dotyczy Tatr i okolic.